# Tournoi Grand Chelem de Rio de Janeiro
Le Tournoi de Rio est une compétition de judo organisée annuellement entre les mois de mai et de juillet.
Depuis 2009, ce tournoi fait partie des quatre tournois du Grand Chelem.

## Palmarès Hommes

### Poids super-légers (-60 kg)
| Épreuves             | Or                       | Argent                     | Bronze                                         |
| -------------------- | ------------------------ | -------------------------- | ---------------------------------------------- |
| Tournoi Grand Chelem |                          |                            |                                                |
| 2009                 | Ludwig Paischer Autriche | Hiroaki Hiraoka Japon      | Arsen Galstyan Russie Kisei Akimoto Japon      |
| 2010                 | Hiroaki Hiraoka Japon    | Rishod Sobirov Ouzbékistan | Jeroen Mooren Pays-Bas Arsen Galstyan Russie   |
| 2011                 | Hirofumi Yamamoto Japon  | Elio Verde Italie          | Hiroaki Hiraoka Japon Sofiane Milous France    |
| 2012                 | Betkil Shukvani Géorgie  | Diego Santos Brésil        | Amiran Papinashvili Géorgie Breno Alves Brésil |

### Poids mi-légers (-66 kg)
| Épreuves             | Or                      | Argent                            | Bronze                                               |
| -------------------- | ----------------------- | --------------------------------- | ---------------------------------------------------- |
| Tournoi Grand Chelem |                         |                                   |                                                      |
| 2009                 | Alim Gadanov Russie     | Tsagaanbaatar Hashbaatar Mongolie | David Larose France Musa Mogushkov Russie            |
| 2010                 | Alim Gadanov Russie     | Elio Verde Italie                 | Loïc Korval France Sanjaasuren Mongolie              |
| 2011                 | Musa Mogushkov Russie   | Sugoi Uriarte Espagne             | David Larose France Masashi Ebinuma Japon            |
| 2012                 | Denis Lavrentiev Russie | Fernando González Argentine       | Lasha Shavdatuashvili Géorgie Danilo Ferrante Brésil |

### Poids légers (-73 kg)
| Épreuves             | Or                        | Argent                   | Bronze                                                  |
| -------------------- | ------------------------- | ------------------------ | ------------------------------------------------------- |
| Tournoi Grand Chelem |                           |                          |                                                         |
| 2009                 | Dirk Van Tichelt Belgique | Leandro Guilheiro Brésil | Mansur Isaev Russie Yoel Razvozov Israël                |
| 2010                 | Hiroyuki Akimoto Japon    | Attila Ungvari Hongrie   | Dirk Van Tichelt Belgique Kryzsztof Wilkomirski Pologne |
| 2011                 | Riki Nakaya Japon         | Joao Pina Portugal       | Costel Danculea Roumanie Murat Kodzokov Russie          |
| 2012                 | Marcelo Contini Brésil    | Adriano Santos Brésil    | Alexis Morin-Martel Canada Alex Pombo Brésil            |

### Poids mi-moyens (-81 kg)
| Épreuves             | Or                           | Argent                    | Bronze                                                 |
| -------------------- | ---------------------------- | ------------------------- | ------------------------------------------------------ |
| Tournoi Grand Chelem |                              |                           |                                                        |
| 2009                 | Ivan Nifontov Russie         | Nacif Elias Brésil        | Travis Stevens États-Unis Masahiko Tomouchi Japon      |
| 2010                 | Tomislav Marijanovic Croatie | Guillaume Elmont Pays-Bas | Leandro Guilheiro Brésil Flavio Canto Brésil           |
| 2011                 | Leandro Guilheiro Brésil     | Ivan Nifontov Russie      | Elnur Mammadli Azerbaïdjan Sirazhudin Magomedov Russie |
| 2012                 | Victor Penalber (pt) Brésil  | Travis Stevens États-Unis | Maksim Buga Russie Felipe Costa Brésil                 |

### Poids moyens (-90 kg)
| Épreuves             | Or                          | Argent                  | Bronze                                            |
| -------------------- | --------------------------- | ----------------------- | ------------------------------------------------- |
| Tournoi Grand Chelem |                             |                         |                                                   |
| 2009                 | Kirill Denisov Russie       | Hugo Pessanha Brésil    | Eduardo Santos Brésil Tiago Camilo Brésil         |
| 2010                 | Hugo Pessanha Brésil        | Kirill Denisov Russie   | Varlam Liparteliani Géorgie Daiki Nishiyama Japon |
| 2011                 | Takashi Ono Japon           | Asley González Cuba     | Hugo Pessanha Brésil Tiago Camilo Brésil          |
| 2012                 | Varlam Liparteliani Géorgie | Hector Campos Argentine | Thomas Briceno Chili Eduardo Silva Brésil         |

### Poids mi-lourds (-100 kg)
| Épreuves             | Or                          | Argent                    | Bronze                                            |
| -------------------- | --------------------------- | ------------------------- | ------------------------------------------------- |
| Tournoi Grand Chelem |                             |                           |                                                   |
| 2009                 | Elco Van der Geest Pays-Bas | Luciano Correa Brésil     | Askhab Kostoev Russie Thierry Fabre France        |
| 2010                 | Elco Van der Geest Pays-Bas | Takamasa Anai Japon       | Levan Zhorzholiani Géorgie Ramadan Darwish Égypte |
| 2011                 | Takamasa Anai Japon         | Sergey Samoylovich Russie | Thierry Fabre France Elco Van der Geest Pays-Bas  |
| 2012                 | Irakli Tsirekidze Géorgie   | Hugo Pessanha Brésil      | Renan Nunes Brésil Cristian Schmidt Argentine     |

### Poids lourds (+100 kg)
| Épreuves             | Or                             | Argent                      | Bronze                                              |
| -------------------- | ------------------------------ | --------------------------- | --------------------------------------------------- |
| Tournoi Grand Chelem |                                |                             |                                                     |
| 2009                 | Daniel Hernandes Brésil        | Hiroki Tachiyama (en) Japon | Yasuyuki Muneta Japon Pierre-Alexandre Robin France |
| 2010                 | Kazuhiko Takahashi (ja) Japon  | Andreas Toelzer Allemagne   | Keiji Suzuki Japon Islam El Shehaby Égypte          |
| 2011                 | Joao Gabriel Schlittler Brésil | Daniel Hernandes Brésil     | Janusz Wojnarowicz Pologne Barna Bor Hongrie        |
| 2012                 | Adam Okruashvili Géorgie       | Walter Santos Brésil        | Daniel Hernandes Brésil David Moura Brésil          |

## Palmarès Femmes

### Poids super-légers (-48 kg)
| Épreuves             | Or                         | Argent                     | Bronze                                               |
| -------------------- | -------------------------- | -------------------------- | ---------------------------------------------------- |
| Tournoi Grand Chelem |                            |                            |                                                      |
| 2009                 | Frédérique Jossinet France | Emi Yamagishi Japon        | Paula Pareto Argentine Sarah Menezes Brésil          |
| 2010                 | Tomoko Fukumi Japon        | Frédérique Jossinet France | Nataliya Kondratyeva Russie Wu Shugen Chine          |
| 2011                 | Haruna Asami Japon         | Sarah Menezes Brésil       | Éva Csernoviczki Hongrie Charline Van Snick Belgique |
| 2012                 | Paula Pareto Argentine     | Gabriela Chibana Brésil    | Agueda Silva Brésil Catiere Toledo Brésil            |

### Poids mi-légers (-52 kg)
| Épreuves             | Or                      | Argent                   | Bronze                                                   |
| -------------------- | ----------------------- | ------------------------ | -------------------------------------------------------- |
| Tournoi Grand Chelem |                         |                          |                                                          |
| 2009                 | Yuka Nishida Japon      | Audrey La Rizza France   | Ilse Heylen Belgique Erika Miranda Brésil                |
| 2010                 | Misato Nakamura Japon   | Marie Muller Luxembourg  | He Hongmei Chine Romy Tarangul Allemagne                 |
| 2011                 | Erika Miranda Brésil    | Rosalba Forciniti Italie | Laura Gómez Espagne Pénélope Bonna France                |
| 2012                 | Eleudis Valentim Brésil | Milena Mendes Brésil     | Ilse Heylen Belgique María García République dominicaine |

### Poids légers (-57 kg)
| Épreuves             | Or                       | Argent                  | Bronze                                              |
| -------------------- | ------------------------ | ----------------------- | --------------------------------------------------- |
| Tournoi Grand Chelem |                          |                         |                                                     |
| 2009                 | Telma Monteiro Portugal  | Nae Udaka Japon         | Sabrina Filzmoser Autriche Rafaela Silva Brésil     |
| 2010                 | Kaori Matsumoto Japon    | Telma Monteiro Portugal | Sabrina Filzmoser Autriche Viola Waechter Allemagne |
| 2011                 | Corina Caprioru Roumanie | Rafaela Silva Brésil    | Morgane Ribout France Automne Pavia France          |
| 2012                 | Jovana Rogic Serbie      | Flavia Rodrigues Brésil | Juliene Aryecha Brésil Camila Minakawa Brésil       |

### Poids mi-moyens (-63 kg)
| Épreuves             | Or                        | Argent                       | Bronze                                                |
| -------------------- | ------------------------- | ---------------------------- | ----------------------------------------------------- |
| Tournoi Grand Chelem |                           |                              |                                                       |
| 2009                 | Claudia Malzahn Allemagne | Anicka Van Emden Pays-Bas    | Gévrise Emane France Claudia Ahrens Allemagne         |
| 2010                 | Yoshie Ueno Japon         | Marta Labazina Russie        | Mariana Silva Brésil Claudia Malzahn Allemagne        |
| 2011                 | Kana Abe Japon            | Gévrise Emane France         | Mariset Espinosa Cuba Elisabeth Willeboordse Pays-Bas |
| 2012                 | Mariana Barros Brésil     | Katherine Campos (pt) Brésil | Dione Barbosa Brésil Manoella Costa Brésil            |

### Poids moyens (-70 kg)
| Épreuves             | Or                    | Argent                   | Bronze                                      |
| -------------------- | --------------------- | ------------------------ | ------------------------------------------- |
| Tournoi Grand Chelem |                       |                          |                                             |
| 2009                 | Lucie Décosse France  | Kerstin Thiele Allemagne | Yuri Alvear Colombie Edith Bosch Pays-Bas   |
| 2010                 | Lucie Décosse France  | Edith Bosch Pays-Bas     | Rasa Sraka Slovénie Yoriko Kunihara Japon   |
| 2011                 | Yoriko Kunihara Japon | Yuri Alvear Colombie     | Kelita Zupancic Canada Maria Portela Brésil |
| 2012                 | Nadia Merli Brésil    | Amanda Oliveira Brésil   | Helana Romanelli Brésil                     |

### Poids mi-lourds (-78 kg)
| Épreuves             | Or                        | Argent                    | Bronze                                       |
| -------------------- | ------------------------- | ------------------------- | -------------------------------------------- |
| Tournoi Grand Chelem |                           |                           |                                              |
| 2009                 | Céline Lebrun France      | Stéphanie Possamai France | Heide Wollert Allemagne Tomomi Okamura Japon |
| 2010                 | Ruika Sato Japon          | Akari Ogata Japon         | Mayra Aguiar Brésil Audrey Tcheumeo France   |
| 2011                 | Mayra Aguiar Brésil       | Kayla Harrison États-Unis | Lucie Louette France Audrey Tcheumeo France  |
| 2012                 | Kayla Harrison États-Unis | Samanta Soares Brésil     | Talita Morais Brésil                         |

### Poids lourds (+78 kg)
| Épreuves             | Or                       | Argent                       | Bronze                                               |
| -------------------- | ------------------------ | ---------------------------- | ---------------------------------------------------- |
| Tournoi Grand Chelem |                          |                              |                                                      |
| 2009                 | Mika Sugimoto Japon      | Carola Uilenhoed Pays-Bas    | Melissa Mojica Porto Rico Franziska Konitz Allemagne |
| 2010                 | Lucija Polavder Slovénie | Maria Suelen Altheman Brésil | Idalis Ortiz Boucurt Cuba Urszula Sadkowska Pologne  |
| 2011                 | Megumi Tachimoto Japon   | Gülşah Kocatürk Turquie      | Vanessa Zambotti Venezuela Rochele Nunes Brésil      |
| 2012                 | Vanessa Zambotti Mexique | Claudirene Cezar Brésil      | Rafaela Nitz Brésil Rochele Nunes Brésil             |